# Uramba triangulifera
Uramba triangulifera är en kräftdjursart som beskrevs av Gustav Budde-Lund 1910. Uramba triangulifera ingår i släktet Uramba och familjen Porcellionidae. Inga underarter finns listade i Catalogue of Life.